# 溪口袁氏宗祠
溪口袁氏宗祠，位于中国福建省柘荣县乍洋乡溪口村，面阔三间，进深二进，占地面积327.19平方米。中轴线上依次分布大门、下厅（内连戏台）、中厅、上厅。保存完好的牌匾，起于清嘉庆年间，有李宗仁、杨树庄、蒋光鼐、萨镇冰、何宜武等多位国民党政要题写的匾额。2009年11月16日公布为第七批福建省文物保护单位。